# Chapelle de Bermont
Pour les articles homonymes, voir Bermont.
L’ermitage de Bermont est une chapelle située dans le département des Vosges, sur le territoire de la commune de Greux, à 3 km au nord de Domrémy-la-Pucelle. À l'écart de la route de Vaucouleurs, sur un petit plateau boisé, il domine de 73 mètres la vallée de la Meuse.
Le 11 décembre 1998, la chapelle de Bermont a été inscrite à l’inventaire supplémentaire des monuments historiques, après la découverte dans le chœur de peintures murales du XVe siècle représentant Jeanne d’Arc.

## Histoire

### Des origines à Jeanne d'Arc
La chapelle a été acquise fin Xe-début XIe siècles par l'abbaye de Bourgueil (abbaye bénédictine du diocèse d'Angers), sur les terres de l'évêque de Toul. Une bulle datée de 1004 du pape Sylvestre II cite la chapelle de Bermont comme appartenant à cette abbaye. Elle est à l’origine dédiée à Notre Dame. Le culte de saint Thibaut de Provins, mort en 1066 en Vénétie à Sossano, au diocèse de Vicence, et canonisé en 1073, s’y ajoute à la fin du XIe siècle, au retour de ses reliques, en Champagne, en 1075.
En 1263, l'abbaye de Bourgueil cède l'ermitage de Bermont à Joffroi de Bourlémont, homme-lige de l'évêque de Toul ; en 1265, le seigneur de Bourlémont réunit l'ermitage de Bermont (« la maison de Biaumont avec ses dépendances et les rentes et acquêts de la tenue de ladite maison, ainsi ceux qu’il pourroit faire, soit en four, moulin, étang ou autrement, afin que des rentes de ces maisons… ») à l'hospice Saint-Eloi qu'il entretient à Gerbonvaux (l'hôpital de Gerbonvaux aujourd'hui sur la commune de Martigny-les-Gerbonvaux, dans les Vosges) afin d'accroître les revenus de cet établissement qui accueillait les pauvres et les malades de passage ou les pèlerins en route pour Saint-Jacques-de-Compostelle. En échange de ce don, les religieux de Gerbonvaux devaient « chanter (la messe) en la chapelle de Bermont au moins trois fois dans la semaine ».
Les Bourlémont et leurs successeurs se réservent le droit de nommer le maître (directeur) de l’hôpital jusqu'au début du XVIIe siècle. Ils confient d'abord, jusqu'aux environs de 1500, la direction de l’hospice et donc celle de Bermont, à l'abbaye Notre-Dame de Sept-Fontaines (à l'époque diocèse de Langres). Puis la désignation varie : le maître de l’hôpital est soit un religieux soit un laïc, parfois le curé d’un village des environs.
Bermont est donc un ermitage, rattaché à un hospice. Les ermites, dépendant des Prémontrés, faisaient vœux de pauvreté, de chasteté et d'obéissance à leur évêque ou à leur supérieur.

### Passage de Jeanne d'Arc

Jeanne d'Arc.

Ce sont donc ces ermites qui accueillent Jeanne d’Arc qui se rendait, presque tous les samedis, en pèlerinage à la chapelle de Notre Dame de Bermont, pour « prier et y porter des cierges ». Les témoignages de ses contemporains, consignés en janvier 1456, à l'occasion du procès en nullité de sa condamnation, sont unanimes à souligner son attachement à l’humble sanctuaire. Ainsi celui de Jean Morel, son parrain : « Je sais qu’elle aimait à aller à l’ermitage de la Bienheureuse Marie de Bermont, près de Domremy ; je l’ai vue souvent s’y rendre. Elle y était que ses parents la croyaient à la charrue ou aux champs. » ou celui de Jeannette, veuve Thiesselin, l'une de ses marraines : « Souvent elle se rendait à l’église de Notre-Dame de Bermont avec d’autres jeunes filles pour y prier sainte Marie ; j’y suis bien des fois allée avec elle. »
Jeanne a-t-elle eu des apparitions (de son « conseil » : saint Michel, sainte Catherine d'Alexandrie et sainte Marguerite d'Antioche) à Bermont ? Il est difficile de répondre d’une façon certaine à cette question. Autant Jeanne a été inébranlablement catégorique sur l’existence des apparitions et sur leur fréquence, autant elle a été discrète sur les révélations qui lui étaient faites et sur les lieux où elles se produisaient : « Voulez-vous, dit Pierre Cauchon dans le premier interrogatoire (21 février), voulez-vous jurer de dire la vérité en toutes choses que vous saurez et qui vous seront demandées en matière de foi ? » - Jeanne – « Pour ce qui est de mon père, de ma mère et de ce que j’ai fait depuis que j’ai pris le chemin de France, je jurerais volontiers ; mais s’il s’agit des révélations que j’ai eues de Dieu, je n’en ai jamais rien dit ni confié à personne, si ce n’est à Charles, mon Roi. Jamais même je ne révélerai rien, dut-on me couper la tête, parce que mes visions, qui sont mon conseil secret, m’ont fait défense de les révéler. »
Toutefois, il semble bien que Bermont ait été un des théâtres de ces manifestations célestes. Les apparitions, en effet, se renouvelaient souvent, et en différents endroits (interrogatoire du 22 février) ; elles se manifestaient en plusieurs endroits de la campagne. Jeanne dit même que, si elle était dans un bois, elle entendait ses voix. Or le sanctuaire de Bermont est environné de bois et l’invincible attrait qu’il exerçait sur Jeanne, les cierges qu’elle aimait à y brûler à la Vierge comme à sainte Catherine, sont des motifs puissants de croire que la chapelle de Bermont fut un des endroits privilégiés d’où sortit la mission surnaturelle de l’héroïne. Avec le père Ayroles, on est donc autorisé à conclure : « C’est dans les champs, dans l’église, au sanctuaire de Bermont, partout où l’appelaient ses devoirs d’état, où la conduisait sa piété, que l’innocente vierge a dû être visitée par ses célestes institutrices ».
Faut-il ajouter une raison dont la valeur ne semble pas négligeable ? Bermont était, au temps de Jeanne d’Arc, le seul sanctuaire dédié à la Vierge situé en territoire français. On comprend que Jeanne, fille de parents français et priant pour la France, aimait s’y rendre chaque samedi. Mais on comprend aussi que saint Michel, protecteur de la France, ait choisi ce pieux sanctuaire pour s’y manifester à la jeune prédestinée.
Le pape Pie XI, dans sa lettre apostolique Galliam Ecclesiæ filiam primogenitam proclamant Notre Dame de l'Assomption, patronne principale de la France et Jeanne d’Arc, patronne secondaire, écrivait à ce propos : « Car d’abord, c’est sous le patronage de Notre Dame de Bermont… qu’elle (Jeanne) entreprit… une si grande œuvre… qu’elle délivra sa patrie… et rétablit le sort de la France. »

### Au fil des siècles
En 1619, les héritiers des Bourlémont cèdent leur droit de patronage laïc aux oratoriens de Nancy. L'ermitage reste occupé par des ermites, sous la dépendance des oratoriens.
Au cours de la guerre de Trente Ans, les Suédois ravagent la contrée. Ils détruisent, en 1635, le village de Greux et son église, mais épargnent l'ermitage de Bermont.
En 1789, la chapelle menace ruine et les abris des ermites sont en majeure partie détruits. En 1793, à la Révolution, l’ermitage de Bermont avec ses dépendances (16 hectares) est vendu comme bien national et morcelé. La statue de saint Thiébaut du XIVe siècle est brisée.
En 1806, se déroule le dernier pèlerinage à saint Thibaut : on recourait à ce saint pour se protéger des grandes sécheresses ou des pluies trop abondantes.

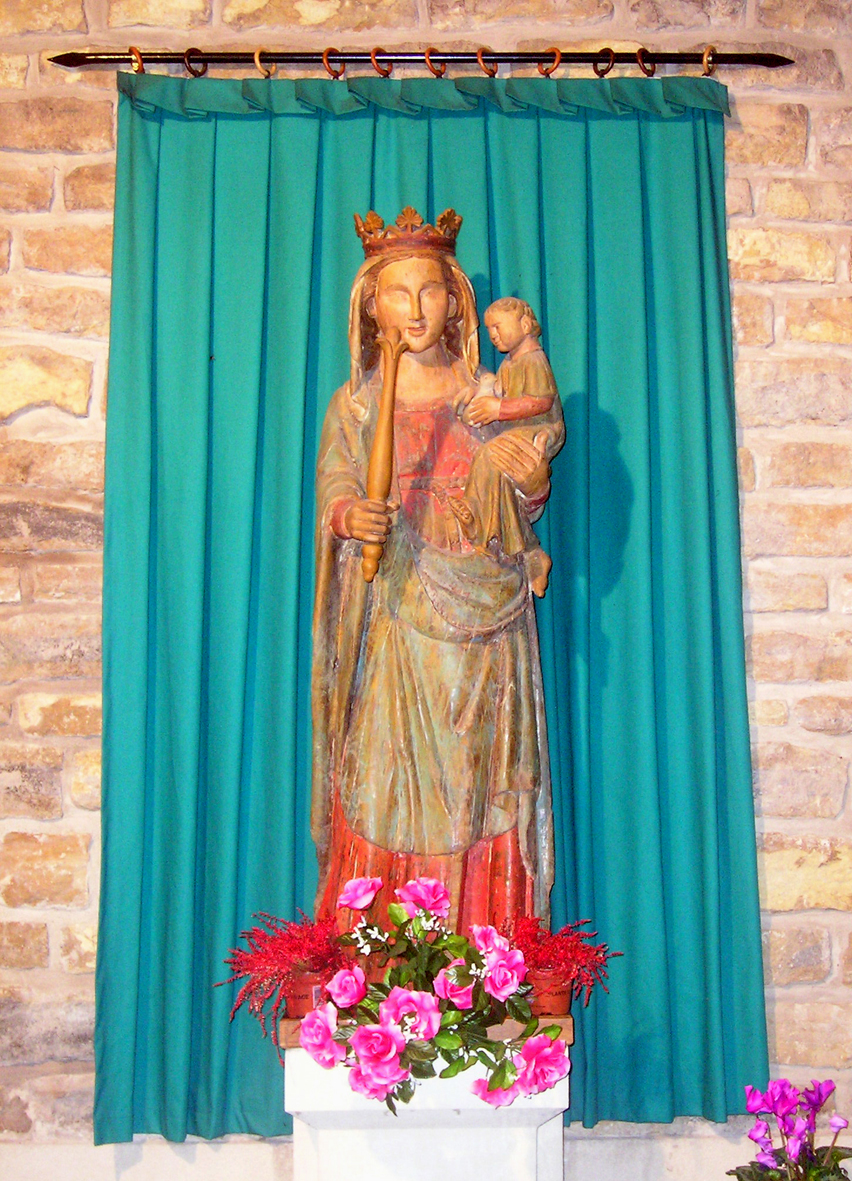
La statue de Notre-Dame de Bermont visible dans la crypte de la basilique du Bois-Chenu à Domrémy-la-Pucelle.

Le 16 mars 1835, la chapelle et l’ermitage, comprenant 3 ha 6 a de terre, sont rachetés après de nombreuses difficultés, à ses 32 propriétaires en indivision, par Claude-Jean-Baptiste Sainsère : la chapelle est dans un état de délabrement critique. Dans la nuit du 9 au 10 juin 1835, une partie de la toiture s’effondre, précipitant les travaux. Sainsère fait restaurer la chapelle et construire l’habitation voisine où il demeurera jusqu’à sa mort en 1848. Il repose dans le cimetière des ermites au chevet de la chapelle.
En juin 1839, le ministre de l’Intérieur charge l’inspecteur général des monuments historiques de visiter Bermont dans l’une de ses tournées et de lui faire un rapport. En 1844, Sainsère demande officiellement le classement de la chapelle. Après s’être rendu à Bermont, en juillet 1846, Prosper Mérimée, inspecteur général des monuments historiques propose au ministre de classer la chapelle et d’accepter la donation proposée à l’État par Sainsère. Ces propositions seront abandonnées par l’État, en décembre 1848, en raison des délibérations négatives des communes de Domremy (délibération du 27 septembre 1846), de Greux (délibération du 11 octobre 1846) et du conseil général des Vosges (délibération du 3 septembre 1847) qui ne souhaitent pas assumer les frais de fonctionnement de l’ermitage, évalués à cette époque à 30 francs. À noter que le classement proposé par Prosper Mérimée aurait fait de Bermont le premier site classé en France. Ce classement demandé par J-C-B Sainsère sera effectif en 1998…
De 1848 à 1902, la propriété de Bermont se transmet par héritage dans la famille Sainsère, qui y réside peu. De 1856 à 1876, des prêtres occupent ponctuellement l’ermitage.
Le 10 juillet 1878, Camille-Albert de Briey, évêque de Saint-Dié, organise, en protestation contre les festivités prévues pour le centenaire de la mort de Voltaire, un pèlerinage national à Bermont qui réunit plus de dix mille personnes. C’est le premier grand pèlerinage au berceau de Jeanne d’Arc. Cette même année nait l’idée de la fondation d’un sanctuaire national à Jeanne d’Arc : Félix Dupanloup et la duchesse de Chevreuse retiennent le lieu de Bermont pour son édification. Mais le 27 juillet 1878, le domaine de Bermont est acheté par Mlle Villain, cuisinière de la duchesse de Chevreuse, qui avait eu connaissance de ce projet et se proposait d’ouvrir elle-même un orphelinat… Cette péripétie conduit à retenir le site de Bois Chenu pour la construction du monument national à Jeanne d’Arc, ébauche de la future basilique. Par la suite, l’autorité diocésaine désavoue Mlle Villain et la famille Sainsère retrouve sa propriété.
En 1883, Camille-Albert de Briey, soucieux de l’avenir de Bermont, émet le souhait d’y installer des religieux assomptionnistes. Ce souhait reste lettre morte… Le 8 mars 1889, un certain M. Offrion loue Bermont pour y fonder « l’Orphelinat National Jeanne d’Arc » et y installe un aumônier. Ce dernier « causant préjudice » au développement du monument national en construction à Bois Chenu, Marie-Alphonse Sonnois, évêque de Saint-Dié, jette, en décembre 1890, l’interdit sur Bermont qui retombe dans l’oubli.
En juin 1902, Bermont est cédé par Olivier Sainsère, protecteur de Picasso, conseiller d’État, futur secrétaire général des services du Président Poincaré durant la guerre de 1914-1918 et arrière-petit-neveu de C-J-B Sainsère, à l’association des amis de Jeanne d’Arc, fondée afin de veiller à la conservation de l’ermitage : en sont membres les abbés Célestin Bourgault, curé de Greux et de Domremy, et Albert Michel, vicaire à la cathédrale, messieurs Jean Bouloumié, administrateur des eaux de Vittel, P. Buffet et Jules Michel, maire de Greux, sous la présidence d’honneur d'Alphonse-Gabriel Foucault, évêque de Saint-Dié. En raison du souhait d'Olivier Sainsère de voir s’établir une œuvre à Bermont, l’association met l’ermitage à la disposition de l’œuvre du « Rayon de Soleil pour la Jeune Fille », fondée à Paris à la fin de 1902, afin d’accueillir des colonies de jeunes ouvrières. En 1904, l’œuvre est placée sous le patronage de Notre-Dame de Bermont et de Jeanne d’Arc, et organise sa première colonie à Bermont.

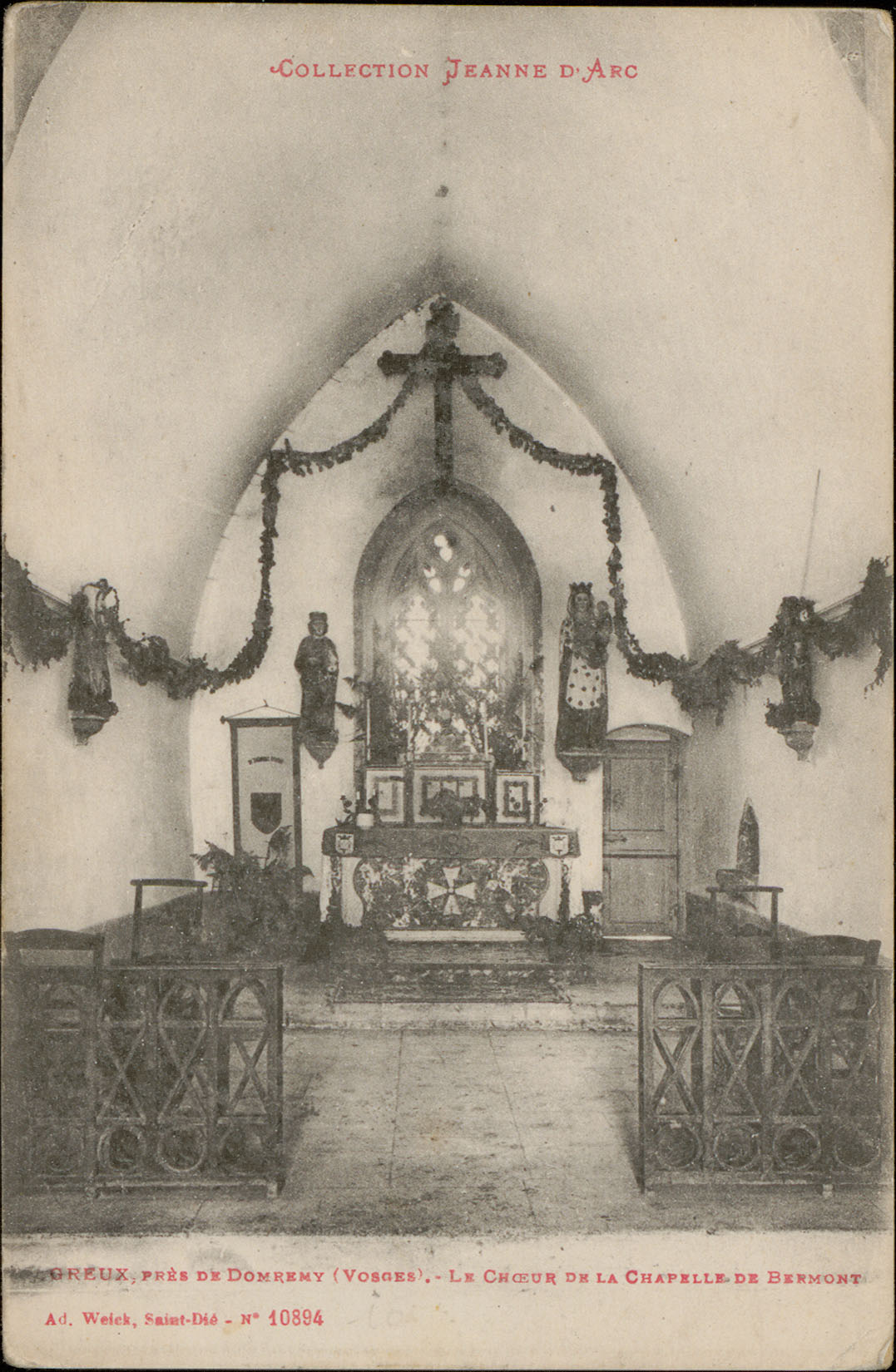
Le chœur de la chapelle sur une carte postale ancienne (A. Weick).

Cette association cède elle-même Bermont à l’association diocésaine des Amis de Jeanne d’Arc, créée en 1925. Les colonies de vacances de la cathédrale de Saint-Dié s’y dérouleront jusqu’à la fin des années 1970.

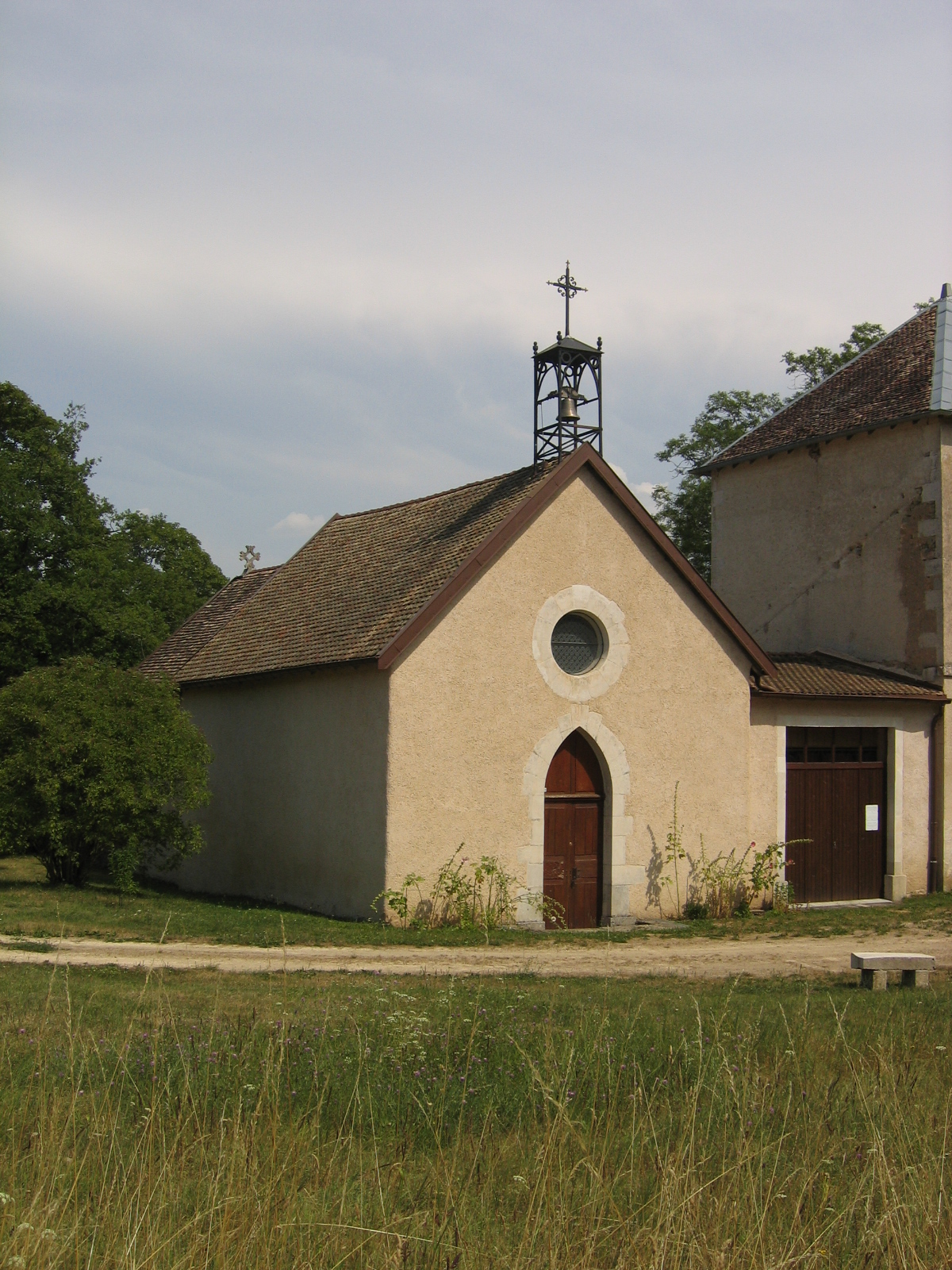
La chapelle, en été

Dès 1944, le pèlerinage annuel à Notre-Dame de Bermont, est organisé par les paroisses de Domremy, de Greux et des environs, chaque 1er dimanche d’août.
Le 10 septembre 1948, l'actrice Ingrid Bergman à la fin du tournage du film Jeanne d'Arc visite la chapelle de Bermont.
Le 3 août 1958, ce pèlerinage, « pour la paix dans le monde et pour les vocations sacerdotales et religieuses », se déroule sous la présidence d'Henri Brault, évêque de Saint-Dié.
Le 5 septembre 1976, la statue de Notre Dame de Bermont (XIVe siècle), devant laquelle Jeanne d’Arc a si souvent prié, quitte la chapelle de Bermont pour être transférée à la basilique de Domremy qui fête le cinquantième anniversaire de sa consécration.

### De nos jours
Le 8 décembre 1992, l’association « Notre Dame de Bermont – Sainte Jehanne d’Arc » est fondée en vue « de la restauration, de la gestion et de l’animation de l’ermitage, dans le respect et la continuité de son passé ». Un bail de longue durée est conclu à cet effet avec le diocèse de Saint-Dié. La restauration de la chapelle et des bâtiments adjacents, mis à mal par les ans, commence. De nombreux chantiers se succèdent, et durent encore.
Le 4 juin 1994, Paul-Marie Guillaume, évêque de Saint-Dié, consacre la chapelle au Sacré Cœur et au Cœur Immaculé de Marie.
Le 30 juin 1998, la chapelle de Bermont est mise à l’inventaire supplémentaire des monuments historiques, « en tant que témoin de l’épopée johannique », après l’annonce, le 10 mai précédent, des découvertes de peintures murales représentant Jeanne d’Arc. Elle est inscrite au titre des monuments historiques par arrêté du 11 décembre 1998.
Le 2 septembre 2000, Paul-Marie Guillaume solennise la translation des reliques de saint Thibaut.
Le 29 septembre 2013, dimanche de la solennité de saint Michel archange, l'abbé Guillaume de Tanoüarn, directeur du Centre Saint-Paul (Paris), a béni une statue en bronze de 3 mètres de haut dédiée à « la vocation de Jeanne », installée à côté de la chapelle Notre-Dame de Bermont. Elle est l'œuvre du sculpteur d'origine russe Boris Lejeune. L'association nationale Avec Jeanne a pris l'initiative d'ériger cette sculpture à l'occasion du 6e centenaire de la naissance de Jeanne d'Arc, célébré en 2012.

## Association Notre-Dame de Bermont
L’association « Notre Dame de Bermont – Sainte Jehanne d’Arc » a été fondée en vue de restauration de la chapelle et de l’ermitage de Bermont. Elle est présidée par Alain Olivier. Cette restauration est poursuivie sans interruption depuis le 8 décembre 1992. Elle a été soutenue par l’Europe (programme Leader et 5b), l’État (restauration du Christ de Bermont, étude des peintures murales en laboratoire…), par le département des Vosges (subventions pour les travaux de restauration, l’achat de matériaux…), par l’Association Française pour la Protection du Petit Patrimoine Rural Non Protégé (ce qui était le cas lors de l’intervention de cette association sur la chapelle), par la commune de Greux (subvention annuelle, réfection de l’ancien chemin de Greux à Bermont…) et par les nombreux donateurs et bénévoles.
Cette restauration matérielle s’accompagne de l’animation du site : accueil de visiteurs, de pèlerins (3 000 personnes environ recensées par an), de camps de jeunes (scoutisme essentiellement), etc. Des cérémonies religieuses s’y déroulent régulièrement : veillées de prières pour les vocations religieuses et sacerdotales, pour la France, etc., pèlerinages, procession du 15 août, messes…
L’animation du site s’appuie également sur une recherche historique permanente, présentée succinctement lors d’expositions temporaires : la dernière exposition, mise en place pour le centenaire de la béatification de Jeanne en avril 2009, avait pour thèmes « La piété de Jehanne en son pays natal » et « Domremy et Greux au temps de Jehanne ». Ces recherches portent sur toutes les époques depuis les origines gallo-romaines de Bermont, les périodes mérovingienne, impériale et épiscopale, bénédictine, prémontrée, champenoise, etc.

#### Lieux johanniques lorrains
- Basilique du Bois-Chenu
- Domrémy-la-Pucelle
- Église Sainte-Jeanne-d'Arc de Lunéville
- Maison natale de Jeanne d'Arc
- Vaucouleurs

#### Autour de Neufchâteau
- Château d'Autigny
- Château de Bazoilles
- Château de Beaufremont
- Château de Bourlémont
- Château du Châtelet
- Château de Landaville
- Château de Pompierre
- Château de Roncourt
- Château de Sandaucourt
- Église Saint-Martin de Pompierre
- Sanctuaire gallo-romain de Grand